# Gymnastes (Paragymnastes) fascipennis
Gymnastes (Paragymnastes) fascipennis is een tweevleugelige uit de familie steltmuggen (Limoniidae). De soort komt voor in het Australaziatisch gebied.